# National Hockey League 1950/1951
National Hockey League 1950/1951 var den 34:e säsongen av NHL. 6 lag spelade 70 matcher i grundserien innan Stanley Cup inleddes den 27 mars 1951. Stanley Cup vanns av Toronto Maple Leafs som tog sin 9:e titel, efter finalseger mot Montreal Canadiens med 4-1
i matcher efter att alla finalmatcher avgjorts efter sudden death.
Detroit Red Wings blev denna säsong första lag att nå upp till 100 poäng under grundserien.
Detroitlegenden Gordie Howe vann poängligan för första gången, han fick ihop 86 poäng (43 mål +  43 assist) på sina 70 grundseriematcher.

## Grundserien
| Nr | Lag                 | S  | V  | O  | F  | GM  | IM  | MS   | P   |
| -- | ------------------- | -- | -- | -- | -- | --- | --- | ---- | --- |
| 1  | Detroit Red Wings   | 70 | 44 | 13 | 13 | 236 | 139 | +97  | 101 |
| 2  | Toronto Maple Leafs | 70 | 41 | 13 | 16 | 212 | 138 | +74  | 95  |
| 3  | Montreal Canadiens  | 70 | 25 | 15 | 30 | 173 | 184 | −11  | 65  |
| 4  | Boston Bruins       | 70 | 22 | 18 | 30 | 178 | 197 | −19  | 62  |
| 5  | New York Rangers    | 70 | 20 | 21 | 29 | 169 | 201 | −32  | 61  |
| 6  | Chicago Black Hawks | 70 | 13 | 10 | 47 | 171 | 280 | −109 | 36  |

## Poängligan 1950/1951
Not: SM = Spelade matcher, M = Mål, A = Assists, Pts = Poäng
| Spelare         | Lag                 | SM | M  | A  | Pts |
| --------------- | ------------------- | -- | -- | -- | --- |
| Gordie Howe     | Detroit Red Wings   | 70 | 43 | 43 | 86  |
| Maurice Richard | Montreal Canadiens  | 65 | 42 | 24 | 66  |
| Max Bentley     | Toronto Maple Leafs | 67 | 21 | 41 | 62  |
| Sid Abel        | Detroit Red Wings   | 69 | 23 | 38 | 61  |
| Milt Schmidt    | Boston Bruins       | 62 | 22 | 39 | 61  |
| Ted Kennedy     | Toronto Maple Leafs | 63 | 18 | 43 | 61  |
| Ted Lindsay     | Detroit Red Wings   | 67 | 24 | 35 | 59  |

## Slutspelet 1951
4 lag gjorde upp om Stanley Cup-pokalen, matchserierna avgjordes i bäst av sju matcher.
Semifinaler
Detroit Red Wings vs. Montreal Canadiens
| Datum   | Hemma              | Mål | Borta              | Mål | Not      |
| ------- | ------------------ | --- | ------------------ | --- | -------- |
| 27 mars | Detroit Red Wings  | 2   | Montreal Canadiens | 3   | SD 61.09 |
| 29 mars | Detroit Red Wings  | 0   | Montreal Canadiens | 1   | SD 42.20 |
| 31 mars | Montreal Canadiens | 0   | Detroit Red Wings  | 2   |          |
| 3 april | Montreal Canadiens | 1   | Detroit Red Wings  | 4   |          |
| 5 april | Detroit Red Wings  | 2   | Montreal Canadiens | 5   |          |
| 7 april | Montreal Canadiens | 3   | Detroit Red Wings  | 2   |          |

Montreal Canadiens vann semifinalserien med 4-2 i matcher
Toronto Maple Leafs vs. Boston Bruins
| Datum   | Hemma               | Mål | Borta               | Mål | Not |
| ------- | ------------------- | --- | ------------------- | --- | --- |
| 28 mars | Toronto Maple Leafs | 0   | Boston Bruins       | 2   |     |
| 31 mars | Toronto Maple Leafs | 1   | Boston Bruins       | 1   | ¤   |
| 1 april | Boston Bruins       | 0   | Toronto Maple Leafs | 3   |     |
| 3 april | Boston Bruins       | 1   | Toronto Maple Leafs | 3   |     |
| 7 april | Toronto Maple Leafs | 4   | Boston Bruins       | 1   |     |
| 8 april | Boston Bruins       | 0   | Toronto Maple Leafs | 6   |     |

¤ Bruten efter 1 förlängningsperiod på grund av utegångsförbud.
Toronto Maple Leafs vann semifinalserien med 4-1 i matcher

## Stanley Cup-final
Toronto Maple Leafs vs. Montreal Canadiens
| Datum    | Hemma               | Mål | Borta               | Mål | Spelplats                   | Not     |
| -------- | ------------------- | --- | ------------------- | --- | --------------------------- | ------- |
| 11 april | Toronto Maple Leafs | 3   | Montreal Canadiens  | 2   | Maple Leaf Gardens, Toronto | SD 5.51 |
| 14 april | Toronto Maple Leafs | 2   | Montreal Canadiens  | 3   | Maple Leaf Gardens, Toronto | SD 2.55 |
| 17 april | Montreal Canadiens  | 1   | Toronto Maple Leafs | 2   | Montreal Forum, Montreal    | SD 4.47 |
| 19 april | Montreal Canadiens  | 2   | Toronto Maple Leafs | 3   | Montreal Forum, Montreal    | SD 5.15 |
| 20 april | Toronto Maple Leafs | 3   | Montreal Canadiens  | 2   | Maple Leaf Gardens, Toronto | SD 2.53 |

Toronto Maple Leafs vann finalserien med 4-1 i matcher

## Poängliga slutspelet 1951
Not: SM = Spelade matcher; M = Mål; A = Assists; Pts = Poäng
| Spelare         | Lag                 | SM | M | A  | Pts |
| --------------- | ------------------- | -- | - | -- | --- |
| Maurice Richard | Montreal Canadiens  | 11 | 9 | 4  | 13  |
| Max Bentley     | Toronto Maple Leafs | 11 | 2 | 11 | 13  |
| Sid Smith       | Toronto Maple Leafs | 11 | 7 | 3  | 10  |

## NHL awards
| 1950–51 NHL awards         | 1950–51 NHL awards               |
| -------------------------- | -------------------------------- |
| Prince of Wales Trophy:    | Detroit Red Wings                |
| Art Ross Memorial Trophy:  | Gordie Howe, Detroit Red Wings   |
| Calder Memorial Trophy:    | Terry Sawchuk, Detroit Red Wings |
| Hart Memorial Trophy:      | Milt Schmidt, Boston Bruins      |
| Lady Byng Memorial Trophy: | Red Kelly, Detroit Red Wings     |
| Vezina Trophy:             | Al Rollins, Toronto Maple Leafs  |

## All-Star
| Första                           | Position | Andra                                                        |
| -------------------------------- | -------- | ------------------------------------------------------------ |
| Terry Sawchuk, Detroit Red Wings | M        | Chuck Rayner, New York Rangers                               |
| Red Kelly, Detroit Red Wings     | B        | Jimmy Thomson, Toronto Maple Leafs                           |
| Bill Quackenbush, Boston Bruins  | B        | Leo Reise, Detroit Red Wings                                 |
| Milt Schmidt, Boston Bruins      | C        | Ted Kennedy, Toronto Maple Leafs Sid Abel, Detroit Red Wings |
| Gordie Howe, Detroit Red Wings   | HF       | Maurice Richard, Montreal Canadiens                          |
| Ted Lindsay, Detroit Red Wings   | VF       | Sid Smith, Toronto Maple Leafs                               |